# Plicibuccinum
Plicibuccinum is een geslacht van weekdieren uit de klasse van de Gastropoda (slakken).

## Soorten
- Plicibuccinum declivis Habe & Ito, 1976
- Plicibuccinum plicatum Golikov & Gulbin, 1977